# Николсон, Джулианна
Джулианна Николсон (англ. Julianne Nicholson; род. 1 июля 1971) — американская актриса. Лауреат премии «Эмми».

## Ранние годы
Николсон родилась и выросла в Медфорде, Массачусетс. Она окончила старшую католическую школу Арлингтона, после чего изучала французский язык и антропологию в Хантерском колледже. Одновременно с этим в течение десяти лет Николсон работала официанткой, прежде чем переехала в Нью-Йорк, где начала подрабатывать моделью.

## Карьера
Николсон начала актёрскую карьеру с небольших ролей в фильмах «Отчаянный сезон», «Истинные ценности» и «Новогодняя история» (1998), после чего имела заметную роль в мини-сериале «Буря столетия» (1999).  За роль в драме «Талли» (2000) она получила номинации на премии «Независимый дух» и «Хлотрудис» за лучшую женскую роль второго плана. С 2001 по 2002 год Николсон исполняла одну из главных ролей в пятом и финальном сезоне сериала «Элли Макбил», а позже появилась в фильмах «Маленькая чёрная книжка», «Кинси» (2004) и «Две недели» (2006).
В 2006 году Николсон присоединилась к сериалу «Закон и порядок: Преступное намерение», где играла в основном актёрском составе в течение трёх лет, покинув шоу в 2009 году. С 2011 по 2013 год она имела повторяющуюся роль в сериале «Подпольная империя». Среди её работ в кино также числятся роли в фильмах «Август: Графство Осейдж» (2013), «Чёрная месса» (2015), «Послушница» и «Тоня против всех» (2017).
В 2021 году Николсон сыграла Лори Росс, лучшую подругу детектива Мейр Шиэн, в мини-сериале «Мейр из Исттауна», за которую она была удостоена прайм-тайм премии «Эмми» в категории «Лучшая женская роль второго плана в мини-сериале или фильме».
28 сентября 2022 года на Netflix вышел художественный фильм о жизни Мэрилин Монро «Блондинка», в котором Джулианна сыграла психически больную мать Монро, Глэдис Бейкер.

## Личная жизнь
С 2004 года Николсон замужем за актёром Джонатаном Кейком. У них есть двое детей — сын Игнатиус (род. 2007) и дочь Фиби (род. 2009).

## Фильмография
| Год       |   | Русское название                          | Оригинальное название                        | Роль                 |
| --------- | - | ----------------------------------------- | -------------------------------------------- | -------------------- |
| 1998      | ф | Отчаянный сезон                           | Harvest                                      | Лу Йейтс             |
| 1998      | ф | Тайны прошлого                            | Long Time Since                              | Вивиан Джеймс / Фиби |
| 1998      | ф | Истинные ценности                         | One True Thing                               | студентка колледжа   |
| 1998      | ф | Новогодняя история                        | Curtain Call                                 | Сандра Хьюсон        |
| 1999      | с | Буря столетия                             | Storm of the Century                         | Кэт Уизерс           |
| 2000      | ф | Две жизни                                 | Passion of Mind                              | Ким                  |
| 2000      | ф | Талли                                     | Tully                                        | Элла Смэлли          |
| 2000      | ф | Большой куш                               | Snatch                                       | Букмекерский агент   |
| 2001      | с | Закон и порядок                           | Law & Order                                  | Джесси Лукас         |
| 2001—2002 | с | Элли Макбил                               | Ally McBeal                                  | Дженни Шоу           |
| 2004      | ф | Маленькая чёрная книжка                   | Little Black Book                            | Джойс                |
| 2004      | с | Скорая помощь                             | ER                                           | Джордан              |
| 2004      | ф | Кинси                                     | Kinsey                                       | Элис Мартин          |
| 2006      | ф | Две недели                                | Two Weeks                                    | Эмили Бергман        |
| 2006—2009 | с | Закон и порядок: Преступное намерение     | Law & Order: Criminal Intent                 | Меган Уилер          |
| 2009      | ф | Стейтен-Айленд                            | Staten Island                                | Мэри Халверсон       |
| 2010      | ф | Уильям Винсент                            | William Vincent                              | Энн                  |
| 2011—2013 | с | Подпольная империя                        | Boardwalk Empire                             | Эстер Рэндольф       |
| 2012      | ф | Пока горят огни                           | Keep the Lights On                           | Клэр                 |
| 2012      | с | Хорошая жена                              | The Good Wife                                | Кэлли Симко          |
| 2012      | с | Тайные операции                           | Covert Affairs                               | Анна Ли Паунд        |
| 2013      | с | Мастера секса                             | Masters of Sex                               | доктор Лилиан Депол  |
| 2013      | ф | Август: Графство Осейдж                   | August: Osage County                         | Айви Уэстон          |
| 2015      | ф | Чёрная месса                              | Black Mass                                   | Марианн Коннолли     |
| 2015      | ф | Десять тысяч святых                       | Ten Thousand Saints                          | Гарриет Хорн         |
| 2016      | с | Свидетели                                 | Eyewitness                                   | Хелен Торренс        |
| 2017      | ф | Послушница                                | Novitiate                                    | Нора Харрис          |
| 2017      | ф | Тоня против всех                          | I, Tonya                                     | Диана Роулинсон      |
| 2017      | ф | Кем мы стали                              | Who We Are Now                               | Бет                  |
| 2017      | ф | Невесомый                                 | Weightless                                   | Дженис               |
| 2017      | с | Закон и порядок: Настоящее преступление   | Law & Order True Crime                       | Джилл Лансинг        |
| 2019      | ф | Обезьяны                                  | Monos                                        | Сара Уотсон          |
| 2019      | ф | Инициалы С.Г.                             | Initials SG                                  | Джейн                |
| 2019      | ф | Того                                      | Togo                                         | Констанца Сеппала    |
| 2020      | с | Чужак                                     | The Outsider                                 | Глори Мейтленд       |
| 2021      | с | Мейр из Исттауна                          | Mare of Easttown                             | Лори Росс            |
| 2022      | ф | Блондинка                                 | Blonde                                       | Глэдис               |
| 2022      | ф | Странный Эл                               | Weird: The Al Yankovic Story                 | Мэри Янкович         |
| 2022      | с | Время побеждать: Расцвет династии Лейкерс | Winning Time: The Rise of the Lakers Dynasty | Крэнни Маккинни      |

## Награды и номинации
| Ассоциация                     | Год  | Категория                                                   | Работа                  | Результат |
| ------------------------------ | ---- | ----------------------------------------------------------- | ----------------------- | --------- |
| Прайм-тайм премия «Эмми»       | 2021 | Лучшая женская роль второго плана в мини-сериале или фильме | Мейр из Исттауна        | Победа    |
| «Хлотрудис»                    | 2003 | Лучшая женская роль второго плана                           | Талли                   | Номинация |
| «Хлотрудис»                    | 2019 | Лучшая женская роль второго плана                           | Невесомый               | Номинация |
| «Выбор телевизионных критиков» | 2015 | Лучший приглашённый исполнитель в драматическом сериале     | Мастера секса           | Номинация |
| «Независимый дух»              | 2003 | Лучшая женская роль второго плана                           | Талли                   | Номинация |
| Гильдия киноактёров США        | 2014 | Лучший актёрский состав в игровом кино                      | Август: Графство Осейдж | Номинация |
| Комедийный фестиваль           | 2004 | Лучшая женская роль                                         | Лицензия на измену      | Победа    |